# Glittering Prize
Glittering Prize är en låt av den brittiska gruppen Simple Minds. Den utgavs i augusti 1982 som singel från albumet New Gold Dream (81-82-83-84), som utkom en månad senare. Singeln nådde 16:e plats på brittiska singellistan och blev en topp 20-hit i flera andra länder. På Sverigetopplistan låg den i fem veckor med som bäst en 11:e placering.
Låten gav senare titeln till samlingsalbumet Glittering Prize 81/92, utgivet 1992.

## Utgåvor
Singelutgåvorna innehåller nedkortade respektive förlängda versioner av albumspåret och b-sidan är en instrumentalversion.
7" singel Virgin VS 511
1. Glittering Prize [Edit] (3:58)
2. Glittering Prize [Theme] (4:03)

12" singel Virgin VS 511-12
1. Glittering Prize [Club Mix] (4:57)
2. Glittering Prize [Extended Theme] (4:57)[1]

## Musikvideo
I musikvideon till låten medverkar endast tre av gruppens medlemmar; Jim Kerr, Charlie Burchill och Mick MacNeil. Dels framför de låten på en guldinklädd scen, dels medverkar de i en historia som utspelar sig på ett museum där de bland annat som en egyptisk mumie och en staty är målade i guldfärg. En kvinna tar med sig deras guldmasker från museet och karaktärerna får liv.